# Barañáin
Barañáin (cooficialmente en euskera: Barañain) es un municipio español de la Comunidad Foral de Navarra, situado en la merindad de Pamplona, en la Cuenca de Pamplona y a 5 km al oeste de la capital de la comunidad, formando parte de su área metropolitana. Cuenta con una población de 19 606 habitantes (INE 2024), lo que le hace ser el quinto municipio en cuanto a población de la comunidad.

## Toponimia
Barañáin pertenece a la serie de topónimos vasco-navarros que tienen una terminación en -áin. Julio Caro Baroja defendía que la mayor parte de estos topónimos, derivaban de un antropónimo unido al sufijo latino -anum. En muchas regiones del antiguo Imperio romano, el sufijo acusativo -anum unido a un nombre personal formaba el nombre de las posesiones rústicas denominadas fundus. Este nombre solía ser el del propietario original del fundus, ya que luego si cambiaba de poseedor el nombre del fundus solía mantenerse invariable. Siguiendo esta hipótesis las poblaciones vasco-navarras con sufijo -ain o -ano remontarían su origen a asentamientos rurales de la Época Romana; o asentamientos de la Antigüedad Tardía y Edad Media, que hubiesen mantenido pautas de nombrar las propiedades heredadas de la época romana. En el caso de Barañáin según Caro Baroja el topónimo tendría su origen en Veranianum. Caro Baroja apunta una hipótesis al sugerir que detrás de este topónimo se podría encontrar Veranianus (Veraniano) o Verinianus (Veriniano), un patricio de la Tarraconense de finales del siglo IV y comienzos del V emparentado con la familia imperial, ya que era sobrino de Teodosio el Grande y primo de Honorio (393-423). Según cuenta San Isidoro, en el año 404 Veriniano, junto con su hermano Dídimo trató de frenar con un ejército privado la invasión de suevos, vándalos y alanos a través de los Pirineos. Caro Baroja infiere de este hecho por un lado la presencia de los hermanos en la Cuenca de Pamplona, ya que probablemente el paso de Roncesvalles fue por donde los bárbaros lograron romper la barrera pirenaica en 406. Por otro lado si los hermanos fueron capaces de costear un ejército privado, eso quiere decir que poseían numerosas tierras en Hispania capaces de sostener una empresa de este tipo. La existencia de topónimos relacionados con Barañáin en el área pirenaica como Barañano (Ceberio, Vizcaya); Beranui, (Torre de Capdella, Lérida), Beranuy (Huesca) o Beraní (Rialp, Lérida) ahondarían según Caro Baroja en la hipótesis de una serie de fundaciones por parte de este magnate romano o de sus familiares.
Otra hipótesis sobre el origen del topónimo proviene de la interpretación que hizo del mismo Arturo Campión, que vio en la primera parte del topónimo la palabra en lengua vasca be(he)ra, que quiere decir a abajo. Partiendo de esta premisa, Julio Altadill tradujo el topónimo como en el llano, una etimología que goza de gran popularidad. Otras interpretaciones que se le han dado basándose en la lengua vasca son huerto en colina alta de baratz gain (alto de la huerta), nombre que podría tener cierto sentido ya que Barañáin ocupa una terraza llana que domina las vegas de los ríos Arga y Elorz. Otra etimología que se le ha dado es "lugar de serpoles". El filólogo Mikel Belasko considera estas hipótesis dentro del marco de las etimologías populares, sin tener un fundamento real.
Durante la Edad Media el topónimo se transcribe de muy diversas formas, todas ellas similares: Barainin, Baranain, Baraniain, Baraniein, Baranien, Baranin, Baranyn, Baraynin, Baragnien y Baranyain. Finalmente acabó imponiéndose la forma Barañáin en castellano. Según la Real Academia de la Lengua Vasca, en lengua vasca, la denominación normativa del municipio es Barañain (sin tilde), que se pronuncia y acentúa igual que en castellano.

### Gentilicio
Existen varios gentilicios para denominar a los habitantes de este municipio: berinianense, berense (castellano) y barañaindarra (euskera).

## Geografía
Barañáin se encuentra en una meseta ceñida por los ríos Arga y Elorz, cuya acción erosiva ha creado barrancos cuyas pendientes se suavizan progresivamente hacia el Oeste, donde ambas corrientes tienen su confluencia. Por el Este dicha meseta comunica a nivel con la de Pamplona, de la que puede considerarse su extremo occidental. El Arga define la mayor parte del límite norte del municipio, mientras que el río Elorz, que discurre por el sur, sirve de límite en los últimos quinientos metros antes de su desembocadura.
La localidad de Barañáin se encuentra situada en la Cuenca de Pamplona y al Oeste de Pamplona. Su término municipal limita con Arazuri (Cendea de Olza) por el Norte, con los barrios pamploneses de Ermitagaña, Mendebaldea por el Oeste y Zizur Mayor, la Cendea de Cizur por el Oeste y el barrio pamplonés de Echavacoiz por el Sur.
| Noroeste: Orcoyen     | Norte: Pamplona (polígono industrial Landaben) | Nordeste: Pamplona (barrio de Ermitagaña)                    |
| Oeste: Arazuri        |                                                | Este: Pamplona (barrio de Mendebaldea)                       |
| Suroeste: Zizur Mayor | Sur: Zizur Mayor                               | Sureste: Pamplona (barrio de Echavacoiz Norte) y Zizur Mayor |

## Historia
Barañáin ha tenido como nombre Baraynin, Baranien, Baranyain y ahora Barañáin, todos significan en el llano. Desde la prehistoria hubo asentamientos humanos estables, según, lo atestiguan las piezas de sílex halladas en su territorio. 
En Barañáin a finales del siglo IV, se construyó una villa romana, dedicada a la explotación agraria, con carácter autosuficiente. 
En la Edad Media las familias de Barañáin ocupaban el último escalón social como meros habitantes, o moradores, es decir, colonos carentes de casa y bienes propios, sin derecho a vecindad. La catedral de Pamplona y los Hospitalarios de San Juan de Jerusalén poseyeron heredades en su término desde el siglo XII.
En 1244 el pueblo estaba constituido por el convento de las monjas de San Agustín. La iglesia de San Esteban situada en el antiguo núcleo de población data del siglo XVI. De las 15 viviendas existentes en Barañáin en 1723, dos eran de la iglesia parroquial de San Lorenzo de la ciudad de Pamplona, una de la Vicaría de esta parroquia, y las 12 restantes del colegio de la compañía de Jesús. En 1802 tenía una presa, con molino y batán, sobre el Arga, batán que pertenecía a la casa de Misericordia de Pamplona y estaba en 1850 paralizado. No tenía más camino que el que conducía a Pamplona.
Tradicionalmente la economía se basó en la agricultura (trigo, cebada, maíz, lentejas, garbanzos, arvejas, habas y pastos para el ganado) y la ganadería (ganado lanar, cabras de leche, vacuno y mular necesario para las labores del campo), completadas con algunas actividades industriales o artesanales (hilatura y telares), la caza (codornices) y la pesca (barbos y anguilas), que tuvieron como principal centro consumidor el mercado de Pamplona. En el catastro de 1837 figuran varias familias con el oficio de "pescador con garramuch". La pesca en el Arga, aguas abajo de Pamplona vino practicándose hasta mediados del siglo pasado.
Barañáin ha formado históricamente parte de la Cendea de Cizur. La Cendea de Cizur es una de las cinco de la Cuenca de Pamplona. En la Edad Media contaba con 17 núcleos de población, Astráin, Barañáin, Cizur Mayor, Cizur Menor, Echavacoiz, Eriete, Eulza, Gazólaz, Guenduláin, Larraya, Muru-Astráin, Nuin, Oyerza, Paternáin, Sagüés, Undiano y Zariquiegui. Cendea se refiere como pequeños núcleos de población insuficiente para formar por sí solos Ayuntamiento, pero que por su situación se unen entre sí para defensa de intereses comunes.
El término de Barañáin fue más extenso que el actual en el pasado, prolongándose hacia la zona de San Juan de la Cadena, incluyendo los terrenos en los que actualmente está emplazado el Hospital de Navarra, conocido como Hospital de Barañáin en sus inicios, (1932) , En los años 1960, esos terrenos pasaron al término municipal de Pamplona.
A mitades de los años 60 se inició un rápido crecimiento urbano de Barañáin que transformó la pequeña localidad, no tenía más de 100 habitantes, hasta convertirla dos décadas después en la tercera población de Navarra en número de habitantes.
Contrariamente a los usos de aquellos años, Barañáin fue uno de los primeros exponentes del urbanismo planificado y su Plan de Ordenación fue aprobado definitivamente por la Comisión Provincial de Arquitectura y Urbanismo el 18 de marzo de 1967. Las primeras 112 viviendas de esta expansión urbanística se entregaron el 12 de mayo de 1968, y correspondían al bloque situado en los números 4 y 6 de la avenida de Pamplona.
El 28 de diciembre de 1984 se proclamó su segregación y se constituyó como municipio independiente, abandonando la Cendea de Cizur, conforme al acuerdo del Consejo de Ministros aprobado mediante el Real Decreto 696/84 de 8 de febrero de 1984.

## Administración y política

### Gobierno municipal
Hasta 1987, Barañáin formaba parte de la Cendea de Cizur. Dicho año se constituyó como entidad local propia.
Barañáin, históricamente, ha sido una localidad de predominio socialista, ya que desde 1979 hasta 1995, ha estado gobernada por el PSN-PSOE ininterrumpidamente y con el mismo candidato. Sin embargo, a partir de las elecciones de ese año, ese predominio ha quedado interrumpido. 
Desde la primera elección democrática celebrada en 1979 ha sido presidente del entonces concejo de Barañáin, Gregorio Clavero, del PSN-PSOE, revalidando su puesto en las de 1983. En 1984, tras la separación de la Cendea de Cizur, también se convirtió en su primer alcalde. Seguidamente se detallan los alcaldes de Barañáin desde que en 1984 se cunstituyera dicho ayuntamiento.
| Periodo   | Nombre                | Partido | Partido                                     |
| --------- | --------------------- | ------- | ------------------------------------------- |
| 1979-1995 | Gregorio Clavero      |         | Partido Socialista de Navarra (PSN-PSOE)    |
| 1995-1999 | Juan Felipe Calderón  |         | Unión del Pueblo Navarro (UPN)              |
| 1999-2003 | Joaquín Olloqui       |         | Ciudadanos Independientes de Barañáin (CIB) |
| 2003-2007 | Iosu Senosiáin        |         | Partido Socialista de Navarra (PSN-PSOE)    |
| 2007-2008 | Florencio Luqui       |         | Nafarroa Bai (NaBai)                        |
| 2008-2015 | José Antonio Mendive  |         | Unión del Pueblo Navarro (UPN)              |
| 2015-2019 | Oihaneder Indakoetxea |         | Euskal Herria Bildu (EH Bildu)              |
| 2019-act. | María Lecumberri      |         | Unión del Pueblo Navarro (UPN)              |

En las elecciones municipales de 2023 Unión del Pueblo Navarro (UPN) obtiene el 31,39 % de los votos y 6 concejales seguido de EH Bildu que obtiene el 22,16 % y el Partido Socialista de Navarra (PSN-PSOE) que obtiene el 19,86 %, ambas con 4 concejales. También consiguieron representación Contigo-Zurekin que obtuvo el 9,37 %, Geroa Bai que obtiene el 8,37 % y el Partido Popular (PP) que obtuvo el 6,86 %, todas ellas con 1 concejal.
| Partido político | Partido político                                             | 2023            | 2023            | 2019                  | 2019                  | 2015                     | 2015                     | 2011  | 2011       | 2007  | 2007       |
| Partido político | Partido político                                             | %               | Concejales      | %                     | Concejales            | %                        | Concejales               | %     | Concejales | %     | Concejales |
|                  | Unión del Pueblo Navarro (UPN)                               | 31,39           | 6               | En Navarra Suma (NA+) | En Navarra Suma (NA+) | 26,36                    | 6                        | 28,63 | 7          | 39,21 | 10         |
|                  | Euskal Herria Bildu (EH Bildu)-Bildu                         | 22,16           | 4               | 22,30                 | 5                     | 18,47                    | 4                        | 15,32 | 3          | —     | —          |
|                  | Partido Socialista de Navarra (PSN-PSOE)                     | 19,86           | 4               | 21,63                 | 5                     | 11,36                    | 3                        | 15,78 | 4          | 19,26 | 4          |
|                  | Contigo-Zurekin-Izquierda Unida (IU)-Izquierda-Ezkerra (I-E) | 9,37            | 1               | 4,74                  | 0                     | 10,11                    | 2                        | 9,12  | 2          | 7,16  | 1          |
|                  | Geroa Bai (GBai)-Nafarroa Bai (NaBai)                        | 8,37            | 1               | 8,33                  | 2                     | 12,12                    | 3                        | 17,91 | 4          | 26,53 | 6          |
|                  | Partido Popular (PP)                                         | 6,86            | 1               | En Navarra Suma (NA+) | En Navarra Suma (NA+) | 3,24                     | 0                        | 6,69  | 1          | —     | —          |
|                  | Navarra Suma (NA+)                                           | —               | —               | 34,45                 | 8                     | —                        | —                        | —     | —          | —     | —          |
|                  | Podemos                                                      | Contigo-Zurekin | Contigo-Zurekin | 5,65                  | 1                     | Participando en Barañain | Participando en Barañain | —     | —          | —     | —          |
|                  | Batzarre                                                     | Contigo-Zurekin | Contigo-Zurekin | 1,96                  | 0                     | —                        | —                        | —     | —          | —     | —          |
|                  | Participando en Barañáin                                     | —               | —               | —                     | —                     | 10,49                    | 2                        | —     | —          | —     | —          |
|                  | Pueblo de Barañáin                                           | —               | —               | —                     | —                     | 5,74                     | 1                        | —     | —          | —     | —          |
|                  | Convergencia de Demócratas de Navarra (CDN)                  | —               | —               | —                     | —                     | —                        | —                        | 2,14  | 0          | 2,94  | 0          |
|                  | Derecha Navarra y Española (DNE)                             | —               | —               | —                     | —                     | —                        | —                        | 0,94  | 0          | —     | —          |
|                  | Ciudadanos Independientes de Barañáin (CIB)                  | —               | —               | —                     | —                     | —                        | —                        | —     | —          | 2,82  | 0          |

### Evolución de la deuda viva
El concepto de deuda viva contempla solo las deudas con cajas y bancos relativas a créditos financieros, valores de renta fija y préstamos o créditos transferidos a terceros, excluyéndose, por tanto, la deuda comercial.
| Gráfica de evolución de la deuda viva del Ayuntamiento entre 2008 y 2023                           |
| |
| Deuda viva del Ayuntamiento de Barañáin, en miles de euros, según datos del Ministerio de Hacienda |

La deuda viva municipal por habitante en 2014 ascendía a 80,07 €.

## Demografía
Barañáin cuenta con una población de 19 606 habitantes (INE 2024).
| Gráfica de evolución demográfica de Barañáin entre 1991 y 2021 |
| |
| Población de derecho según los censos de población del INE Población de hecho según los censos de población del INEEntre el censo de 1991 y el anterior, aparece este municipio porque se segrega del municipio 31076 (Cizur) |

Barañáin ocupa el 3.º puesto como municipio de mayor población de Navarra, por detrás de la capital navarra y Tudela, con una población de 19 606 habitantes en 2024. de los que 10.573 son varones y 10.979 son mujeres. Su densidad de población es de 14105.04 
 hab/km².
Pirámide de población
Del análisis de la pirámide de población de 2009 se deduce lo siguiente:
- La población menor de 20 años es el 21,59% del total.
- La comprendida entre 20-40 años es el 32,66%.
- La comprendida entre 40-60 años es el 31,21%.
- La mayor de 60 años es el 14,54%.

Esta estructura de la población es típica del régimen demográfico moderno, con una evolución hacia el envejecimiento de la población y la disminución de la natalidad anual.
Evolución de la población
| Gráfica de evolución demográfica de Barañáin entre 1900 y 2024 |
| |
| Población según el Gobierno de Navarra Población de derecho (1900-1991) o población residente (2001) según los censos de población del INE Población según el padrón municipal de 2024 del INE |

## Servicios

### Transportes
Varias líneas del Transporte Urbano Comarcal comunican, en el servicio diurno y en el nocturno, el barrio de la Rochapea con el resto de la ciudad y la Cuenca de Pamplona.
| Eskualdeko Hiri Garraioa/Transporte Urbano Comarcal |                                                                   |                                                                   |
| Inicio                                              | Línea                                                             | Fin                                                               |
| Barañáin                                            | 4                                                                 | Atarrabia/Villava - Uharte/Huarte - Arre - Orikain                |
| Atarrabia/Villava                                   | 7                                                                 | Barañáin                                                          |
| Barañáin                                            | 19                                                                | Erripagaña                                                        |
| Hirigunea/Centro                                    | N2                                                                | Barañáin                                                          |
| Taxi Iruñerria                                      |                                                                   |                                                                   |
| Zona                                                | A                                                                 | A                                                                 |
| Estaciones                                          | Ipar Plaza etorbidea (Institutua)/Avenida Plaza Norte (Instituto) | Ipar Plaza etorbidea (Institutua)/Avenida Plaza Norte (Instituto) |

### Educación
Barañáin cuenta con los siguientes centros escolares:
- Colegio público Los Sauces (Modelos A y G)
- Colegio público Eulza (Modelos A y G)
- Instituto de educación secundaria Barañáin (Modelos A y G)
- Alaiz Ikastetxe Publikoa (Modelo D)
- Alaitz Bigarren Hezkuntzako Institutua (Modelo D)
- Santa Luisa de Marillac (Modelo G)

## Cultura
Barañáin cuenta con las dotaciones culturales de:
- Banda de Música Luis Morondo de Barañáin: Fundada a principios de los 90, con la construcción de la escuela de música Luis Morondo y auditorio de Barañáin, dándole este lugar como sede para la banda musical de la localidad. Actualmente cuenta con alrededor de 60 músicos y está dirigida por Joaquín Lecumberri. Entre el 14 y el 19 de octubre de 2009, dicha banda realizó una gira por varias ciudades de Bulgaria (Plovdiv, Bachkovo y Rila). Todos los años, el último viernes antes de las fiestas, interpretan el Concierto Pre-fiestas (excepto en 2009 por falta de fondos) junto a diversas agrupaciones culturales y deportivas de Barañáin y del extranjero.
- Coral Barañáin: Fundada en 1982 por un grupo de vecinos de la localidad, cuenta con unos 40 coralistas y está dirigida actualmente por Pello Ruiz Huici. A lo largo de sus más de 25 años de existencia ha ofrecido conciertos en países como Alemania, Francia o Italia y ha participado en diversos certámenes corales con éxito. Entre los últimos premios que han recibido están el Primer Premio y el Premio Axuntábense a la mejor interpretación de obra regional del VIII Certamen Internacional La Mina y la Mar Villa de la Felguera (Asturias), en junio de 2007, el Segundo Premio y el Premio Especial Rosa María Tarruell en el XXV Certamen Coral Internacional Villa de Avilés, en noviembre de 2008, y el Primer Premio en el VIII Certamen Nacional de Corales Antonio José de Burgos, en octubre de 2009. Además, organiza anualmente un Taller de Jazz Coral en Navarra.
- Asamblea de Jóvenes de Barañáin.
- Trikitileros de Barañáin.
- Comparsa de Gigantes y cabezudos de Barañáin
- Agrupación de Auroros de Barañáin
- Charanga Eghoak
- Charanga Igandea
- Charanga Jaiak
- Gaiteros berinianenses
- Grupo de danzas de Barañáin «Harizti»
- Taller de pintura
- Asociación de canto Pueblo viejo

### Deporte
- La Sociedad Deportiva Lagunak ha llegado a jugar en tercera división (masculino) y en la Superliga (femenino) llegando a la final de la Copa de la Reina.

### Fiestas
Las fiestas patronales de Barañáin se celebran el último fin de semana del mes de junio, de miércoles a domingo, para aprovechar el buen tiempo, aunque el patrón de la localidad (San Esteban) sea el 26 de diciembre.

## Ciudades hermanadas
- Caimito, Cuba (desde 2005).
- Mlawa, Polonia (desde 2006).